# Francesco Loda
Francesco Loda (Brescia, 24 gennaio 1936 – Brescia, 17 maggio 1997) è stato un avvocato e politico italiano.

## Biografia
Come avvocato è stato rappresentante di alcune parti civili nel corso del processo sulla Strage di piazza della Loggia di Brescia del 1974.
Esponente del Partito Comunista Italiano, ha fatto parte della Camera dei deputati durante l'VIII e IX legislatura della Repubblica Italiana, restando in carica dal 1979 al 1987.